# Pier Francesco Ferrero
Pier Francesco Ferrero (Biella, 1510 – Roma, 14 novembre 1566) è stato un cardinale e vescovo cattolico italiano.

## Biografia
Nacque nel 1510 da Goffredo Ferrero e da Margherita Sanseverino.
Papa Pio IV lo elevò al rango di cardinale nel concistoro del 26 febbraio 1561.
Partecipò al conclave del 1565-1566, che elesse papa Pio V.
Morì il 14 novembre 1566.

## Successione apostolica
La successione apostolica è:
- Patriarca Giovanni Trevisan, O.S.B. (1560)